# The Roots
A The Roots nevű alternatív hiphopzenekart 1987-ben alapították meg Philadelphiában Black Thought és Questlove (polgári nevükön Tariq Trotter és Ahmir Thompson). Neo-soult és dzsessz-rapet is játszanak. The Legendary Roots Crew, The Fifth Dynasty és The Square Roots neveken is szerepeltek. Black Thoughton és Questlove-on kívül további tagjai Kamal Gray, Captain Kirk Douglas, Damon Bryson, James Poyser, Mark Kelley, Stro Elliot, Ian Hendrickson Smith és David Guy (utóbbi kettő a Tonight Show-ban szerepelt az együttessel). Több díjat is nyertek már pályafutásuk alatt. Az együttes Phrenology című lemeze bekerült az 1001 lemez, amelyet hallanod kell, mielőtt meghalsz című könyvbe.

## Diszkográfia

### Stúdióalbumok
- Organix (1993)
- Do You Want More?!!!?!! (1995)
- Illadelph Halflife (1996)
- Things Fell Apart (1999)
- Phrenology (2002)
- The Tipping Point (2004)
- Game Theory (2006)
- Rising Down (2008)
- How I Got Over (2010)
- Undun (2011)
- ...And Then You Shoot Your Cousin (2014)
- End Game (2018)

### EP-k
- From the Ground Up (1994)
- The Legendary (1999)
- Válogatáslemezek
- Wake Up! (2010)
- Betty Wright: The Movie (2011)
- Wise Up Ghost (2013)

### Koncertalbumok
- The Roots Come Alive (1999)
- Nagoya Blue Note: Live in Japan – September 7, 2004 (2004)